# Luis Alberto Posada
Luis Alberto Posada Hernández Cartago (Valle del Cauca) 5 de octubre de 1962 es un cantautor de música popular y actor colombiano.

## Biografía

### Nacimiento e inicios
Luis Alberto Posada Hernández nació en Cartago (Valle del Cauca), el 5 de octubre de 1962 en el seno de una familia humilde. En 1976 se trasladó a Medellín en busca de mejores oportunidades laborales. Tras desempeñarse en algunos trabajos esporádicos, inició una carrera como cantante en la década de 1980.

### Carrera
Con el ecuatoriano Julio Jaramillo como principal influencia, Posada decidió enfocar su carrera en la música popular, género que contaba con exponentes como Darío Gómez, Rómulo Caicedo, Luis Ramírez Saldarriaga y Óscar Agudelo.
A partir de entonces ha grabado una gran cantidad de álbumes, produciendo éxitos como "Me tomas y me dejas", "El regreso del alambrado", "Basta con licor" y "El precio de tu error". En 2019, Posada debutó como actor, realizando el papel principal de "Cartago" en la película de Harold De Vasten El rey del sapo. Ese mismo año, el cantante fue condecorado en el Congreso de la República con la distinción Simón Bolívar a la excelencia por su trayectoria de más de 40 años como referente de la música popular.
Actualmente se encuentra realizando diversas presentaciones como celebración de su trayectoria artística. Desde el año 2023 es representado por el reconocido manager Alexander Alabado de la empresa Total Events. 

### Vida personal
Un hijo suyo fue asesinado en 2006, al igual que uno de sus hermanos en 2012 en Cartago (Valle del Cauca). Tiene 17 hijos. En febrero de 2021 tuvo que ser internado y operado de urgencia por cálculos de vesícula y una hernia inguinal.
Su actual cónyuge es la señora Diana Sanchez.

## Discografía
- Démonos amor
- Contigo a metros... pero bueno
- No te dejaré de amar
- El despecho
- Ser pobre no es delito
- Corazón partido
- De rico a mendigo (2013)

## Premios y nominaciones

### Premios Nuestra Tierra
| Año  | Trabajo nominado    | Categoría               | Resultado |
| ---- | ------------------- | ----------------------- | --------- |
| 2007 | Luis Alberto Posada | Artista popular del Año | Nominado  |
| 2007 | Me Tomás y me Dejas | Canción popular del Año | Nominado  |
| 2012 | Luis Alberto Posada | Artista popular del Año | Nominado  |
| 2021 | Luis Alberto Posada | Artista popular del Año | Nominado  |